# Friedrich-Wilhelm von Chappuis
Friedrich-Wilhelm von Chappuis, nemški general, * 13. september 1886, † 27. avgust 1942.